# Cornelii
Légende :
♦Patricien, ♦Plébéien, ♦Consulaire, ♦Sénatorial, ♦Équestre
Gens et Liste des gentes romaines
Les Cornelii (au singulier: Cornelius) sont les membres de la gens Cornelia. Ils constituent l'une des familles patriciennes les plus importantes de l'histoire romaine et ont, de loin, revêtu plus de magistratures que n'importe quelle autre gens. Ils se classent en majorité dans le camp conservateur mais certains d'entre eux ont épousé la cause populaire, soit par conviction, soit par opportunisme.
Ses membres les plus illustres sont Aulus Cornelius Cossus, Scipion l'Africain, Scipion Émilien, Sylla et Cinna.
Le premier Cornelius à revêtir le consulat est Servius Cornelius Maluginensis Cossus, consul en 485 av. J.-C.. La gens disparaît des Fastes consulaires après 178 et le consulat de Servius Cornelius Scipio Salvidienus Orfitus.
Ses principales branches portent les cognomina de :
- Cethegus,
- Cinna,
- Cossus,
- Dolabella,
- Lentulus,
- Maluginensis,
- Scipio,
- Sulla (branche issue des Rufini, voir après).

## Origines
Contrairement à de nombreuses familles romaines qui fondaient leurs origines sur un ancêtre divin ou légendaire (comme les Iulii descendant de Vénus ou les Antonii d'Hercule), on ne connaît aucun ancêtre mythique des Cornelii. Le premier Cornelius connu est un prêtre de Diane, qui aurait, sous le règne de Servius Tullius, roi étrusque, offert en sacrifice à la déesse une génisse d'une taille extraordinaire,. Ils seraient d'origine latine ou sabine[réf. nécessaire].

## CorneliiPatriciens

### Les Maluginenses
On ne connaît pas l'étymologie de cette branche, la première à apparaître. Ils sont apparentés aux Cossi qui suivent.
- Publius Servilius, (v.-555 - ?);
  - Servius Cornelius Maluginensis, (v.-530 - -453), consul en 485 av. J.-C. et flamine de Quirinus ;
    - Lucius Cornelius Maluginensis Uritus Cossus, (v.-500 - ap.-449), consul en 459 av. J.-C. ;
      - Marcus Cornelius Maluginensis, (v.-475 - ap.-436), décemvir en 450 et 449 av. J.-C., consul en 436 av. J.-C., voir aussi Maluginensis;
        - Publius Cornelius Maluginensis, (v.-450 - ap.-404), tribun consulaire en 404 av. J.-C.;
          - Publius Cornelius Maluginensis Cossus, (v.-430 - ap.-393), tribun consulaire en 397 av. J.-C. et en 390, maître de cavalerie en 396 av. J.-C., peut être consul en 393 av. J.-C.;
          - Marcus Cornelius Maluginensis, (v.-425 - ap.-392),censeur suffect en 392 av. J.-C.;
            - ? Marcus Cornelius Maluginensis, (v.-405 - ap.-367), tribun consulaire en 369 et 367 av. J.-C.

          - Servius Cornelius Maluginensis, (v.-425 - ap.-361), tribun consulaire en 386, 384, 382, 380, 376, 370 et 368 av. J.-C. (et maître de cavalerie en 361 av. J.-C.);

  - ? Lucius (Cornelius), (v.-520 - ?);
    - Voir les Cornelii Cossi

Le surnom est ensuite repris par les Scipions au IIe s. av. J.-C., puis les Lentuli sous l'Empire.

### Les Cossi
Apparentés aux Maluginenses, le membre le plus illustre de cette gens est Aulus Cornelius Cossus, consul en 428 av. J.-C. qui tua Tolumnius, roi de Véïes, de ses propres mains, ce qui lui valut de déposer les dépouilles opimes, pour la seconde fois de l'histoire de Rome après Romulus.
- Publius Cornelius, (v.-555 - ?);
  - Servius Cornelius Maluginensis, (v.-525 - -453), consul en 485 av. J.-C.
    - Branche des Cornelii Maluginenses

  - Lucius (Cornelius Cossus), (v.-525 - ?);
    - Marcus Cornelius Cossus, (v.-505 - ?);
      - Aulus Cornelius Cossus, (v.-475 - ap.-426), consul en 428 av. J.-C.;
        - ? Aulus Cornelius Cossus, (v.-455 - ap.-385), consul en 413 et peut-être dictateur en 385 av. J.-C.;
          - ? (Aulus Cornelius Cossus), (v.-425 - ?);
            - Aulus Cornelius Cossus, (v.-405 - ap.-367), tribun consulaire en 369 et 367 av. J.-C.;

        - Cnaeus Cornelius Cossus, (v.-450 - ap.-409), tribun consulaire en 414 et consul en 409 av. J.-C.
        - Publius Cornelius Cossus, (v.-445 - ap.-408), tribun consulaire en 408 av. J.-C.
          - Aulus Cornelius Cossus Arvina, (v.-405 - ap.-322), consul en 343 et 332 av. J.-C. et dictateur en 322 av. J.-C.
            - Publius Cornelius Arvina, (v.-360 - ap.-288), consul en 306 et 288 av. J.-C. et censeur en 294 av. J.-C.;

      - Servius Cornelius Cossus, (v.-465 - ap.-434), peut-être tribun consulaire en 434 av. J.-C.
      - Publius Cornelius Rutilus Cossus, (v.-455 - ap.-406), dictateur en 408 av. J.-C. et tribun militaire à pouvoir consulaire en 406 av. J.-C.;

    - Publius (Cornelius Cossus), (v.-500 - ?);
      - Aulus Cornelius Cossus, (v.-480 - ?);
        - Publius Cornelius Cossus, (v.-460 - ap.-415), tribun consulaire en 415 av. J.-C.;
          - Cnaeus Cornelius Cossus, (v.-440 - ap.-398), tribun consulaire en 406, 404 et 401 av. J.-C.;
          - Publius Cornelius Cossus, (v.-435 - ap.-395), tribun consulaire en 395 av. J.-C.

### Les Scipions
Issus d'une des deux branches précédentes, ils apparaissent en 395 av. J.-C. Scipio signifie « bâton » et aurait été attribué à un jeune homme de la famille qui aurait soutenu la vieillesse de son père en lui servant d'appui.
Ils deviennent après la deuxième guerre punique la famille la plus influente de Rome, symbolisant l'impérialisme romain et l'ouverture à l'hellénisme. Le « cercle des Scipions » qui rassemble des gens de lettres, des philosophes et les meilleurs esprits du temps rayonne pendant près d'un siècle. Ils sont traditionnellement alliés politiquement et matrimonialement aux Paulli de la gens Aemilia.
Ils se divisent en quatre branches (Hispani, Nasicae, Africains et Asiatiques) à la fin du IIIe siècle av. J.-C.
- Publius Cornelius Scipio, (v.-435 - ap.-389), tribun consulaire en 395 (et 394 av. J.-C. ?) ;
  - Publius Cornelius Scipio, (v.-405 - ap.-350), maître de cavalerie en 350 av. J.-C. ;
  - Lucius Cornelius Scipio (ru), (v.-400 - ap.-350), consul en 350 av. J.-C. ;
    - ? Publius Cornelius Scipio Barbatus, (v.-370 - ap.-306), dictateur en 306 av. J.-C. ;
    - ? Cnaeus Cornelius Scipio
      - 
        - Lucius Cornelius Scipio Barbatus, (v.-340 - ap.-280), consul en 298 av. J.-C. et censeur en 280 av. J.-C. ;
          - Cnaeus Cornelius Scipio Asina, (v.-305 - ap.-254), consul en 260 et 254 av. J.-C. ;
            - Publius Cornelius Scipio Asina, (v.-265 - ap.-211), consul en 221 av. J.-C. ;

          - Lucius Cornelius Scipio, (v.-300 - ap.-258), consul en 259 av. J.-C. et censeur en 259 av. J.-C. ;
            - Cnaeus Cornelius Scipio Calvus, (v.-265 - -211), consul en 222 av. J.-C. ;
              - Publius Cornelius Scipio Nasica, (v.-224 - ap.-171), consul en 191 av. J.-C. ;
                - Publius Cornelius Scipio Nasica Corculum, (v.-204 - ap.-142), consul en 162 et 155 av. J.-C. et censeur en 159 av. J.-C. ;
                  - Publius Cornelius Scipio Nasica Serapio, (v.-180 - -132), consul en 138 av. J.-C. ;
                    - Publius Cornelius Scipio Nasica Serapio, (v.-155 - -111), consul en 111 av. J.-C. ;
                      - Publius Cornelius Scipio Nasica, (v.-133 - v.-90), préteur vers -93;
                        - Quintus Caecilius Metellus Pius Scipio Nasica dit Métellus Scipion, (v.-95 - -46), consul en 52 av. J.-C.

              - Cnaeus Cornelius Scipio Hispallus, (v.-220 - -176), consul en 176 av. J.-C. ;
                - Cnaeus Cornelius Scipio Hispallus, (v.-180 - ap.-139), préteur en -139;
                  - Cnaeus Cornelius Scipio, (v.-150 - ap.v.-109), préteur vers -109

                - Lucius Cornelius Scipio, (v.-177 - v.-157)

            - Publius Cornelius Scipio, (v.-260 - -211), consul en 218 av. J.-C. ;
              - Publius Cornelius Scipio Africanus, dit Scipion l'Africain, (v.-236 - -183), consul en 205 et 194 av. J.-C. et censeur en 199 av. J.-C. ;
                - Publius Cornelius Scipio, (v.-210 - ap.-176), Flamen Dialis en -176?;
                  - Publius Cornelius Scipio Aemilianus Africanus, dit Scipion Émilien, fils adopté du précédent, consul en 147 et 134 av. J.-C. et censeur en 142 av. J.-C. ;

                - Cornelia Africana, mère des Gracques ;
                - Lucius Cornelius Scipio, (v.-205 - ap.-173), préteur en 174 av. J.-C. ;

              - Lucius Cornelius Scipio Asiaticus, dit Scipion l'Asiatique, (v.-230 - ap.-183), consul en 190 av. J.-C. ;
                - Lucius Cornelius Scipio, (v.-200 - -167), questeur urbain en -167;
                  - Lucius Cornelius Scipio, (v.-170 - ?)
                    - Lucius Cornelius Scipio Asiaticus Asiagenus, (v.-127 - ap.-82), consul en 83 av. J.-C. ;
                      - Lucius Cornelius Scipio Aemilianus, fils adoptif du précédent, exécuté en 78 av. J.-C. ;

                  - Cornelius Scipio Asiagenus Comatus, décédé à l'âge de 16 ans.
- Publius Cornelius Scipio Salvito, lieutenant de César
- Publius Cornelius Scipio, consul en 16 av. J.-C..

Le surnom de Scipion est ensuite repris par les Lentuli au début de l'Empire.

### Les Rufini Sullae
Apparus en 333 av. J.-C. avec le dictateur Publius Cornelius Rufinus. Rufinus signifie "le petit roux" mais le cognomen est abandonné après la condamnation et l'exclusion du Sénat de Publius Cornelius Rufinus en 275 av. J.-C. par les censeurs Caius Fabricius et Quintus Aemilius Papus. On lui substitue celui de Sulla qui signifie « qui a le teint couleur viande de porc » ou « petite jambe » selon les sources.
Le membre le plus illustre de la branche est Sylla, dictateur au dernier siècle de la République, vainqueur de Mithridate VI et de Caius Marius.
- Publius Cornelius;
  - Publius Cornelius Rufinus, (v.-375 - ap.-333), dictateur en 333 av. J.-C. ;
  - Cnaeus Cornelius Rufinus, (v.-370 - ?)
    - Publius Cornelius Rufinus, (v.-340 - ap.-277), consul en 290 et 277 av. J.-C. et dictateur en 276 av. J.-C. ;
      - Publius Cornelius Sulla, (v.-300 - ?), Flamen Dialis vers -250;
        - Publius Cornelius Sulla, (v.-260 - ), préteur urbain et pérégrin en -212;
          - Publius Cornelius Sulla, (v.-225 - ap.-186), préteur en Sicile en -186;
            - Publius Cornelius Sulla, (v.-180 - ap.-151), magistrat monetaire en -151;
            - Lucius Cornelius Sulla, (v.-175 - ?)
              - Cornelia (v.-145 - ?), épouse de Nonius Sufenas;
              - Lucius Cornelius Sulla, (-138 - -78), dit Sylla, consul en 88 et 80 av. J.-C. et dictateur de 82 à 80 av. J.-C. ;
                - Cornelia Sylla, (v.-115 - ap.-51), épouse de Quintus Pompeius Rufus;
                - (Lucius) Cornelius Sulla, (? - -82)
                - Faustus Cornelius Sulla, (v.-89 - -46), questeur en -54 ;
                  - Cornelia, (v.-55 - ?), épouse de Quintus Aemilius Lepidus
                  - (Cornelius Sulla), (v.-50 - ?) ;
                    - Cornelius Sulla Felix, (v.-25 - 21), Frère Arvales en 16 ;
                      - Faustus Cornelius Sulla, (v.-5 - ap.31), consul suffect en 31;
                        - Faustus Cornelius Sulla Felix, (v.20 - 62), consul en 52 ;
                          - (Cornelius Sulla?), (49 - 52)

                      - Lucius Cornelius Sulla Felix, (v.-2 - ap.33), consul en 33 ;

                - Fausta Cornelia, (v.-89 - ?), épouse Caius Memmius puis Titus Annius Milo;
                - Cornelia Postuma, (-78 - ?)

              - Cornelius Sulla, (v.-135 - v.-107/96) ;
                - Publius Cornelius Sulla, (v.-107 - -45), élu consul en 65 av. J.-C., non intronisé ;
                  - Publius Cornelius Sulla, (v.-80 - ap.-45)
                    - Lucius Cornelius Sulla, (v.-40 - ap.-5), consul en 5 av. J.-C. ;
                      - Cornelius Sulla, (v.-10 - ap.17), exclu du sénat en 17 à cause de sa pauvreté ;

          - Servius Cornelius Sulla, (v.-220 - ap.-167), propréteur en -174 ;
            - ? (Servius Cornelius Sulla) ;
              - Servius Cornelius Sulla ;
                - Servius Cornelius Sulla, (v.-95 - ap.-63), sénateur romain ;
                - Publius Cornelius Sulla, (v.-90 - ap.-63), sénateur romain, lui et son frère ainé Servius sont compromis dans la conjuration de Catilina, ils sont tous deux exilés ;

Descendants de Publius Cornelius Rufinus, dictateur en -333, les Cornelii Blasio sont apparenter aux Cornelii Sulla.
- Cnaeus Cornelius Blasio, (v.-310 - ap.-265), consul en -270 et -257, et censeur en -265;
  - (Cornelius Blasio), (v.-280 - ?) ;
    - Cnaeus Cornelius Blasio, (v.-230 - ap.-194), préteur en -194 ;
      - Publius Cornelius Blasio, (v.-200 - ap.-165), préteur en -165 ;
        - Publius Cornelius Blasio, (v.-180 - ap.v.-140), préteur ;
        - Cnaeus Cornelius Blasio, (v.-175 - ?) ;
          - Cnaeus Cornelius Blasio, (v.-135 - ap.-112/1), triumvir monétaire

### Les Lentuli
Apparus en 327 av. J.-C. avec le consul Lucius Cornelius Lentulus. Lentulus peut venir de lentes qui signifie « lentilles », dont la famille excellait dans la culture de cette plante ou bien de lentus qui signifie « souple », « flexible », « tenace », « lent », « indolent » ou encore « impassible ». Le mot Lentulitas est utilisé par Cicéron pour désigner l'état d'esprit de la très haute aristocratie romaine, en référence à cette famille. « Quintessence de la morgue nobiliaire » selon Theodor Mommsen. Les Cornelii Merenda sont probablement issue des Lentuli, voir l'arbre ci dessous.
Les Lentuli se distinguent aux IIIe et IIe s. av. J.-C. avec de brillants généraux. On compte dans cette branche trois princes du Sénat.
Ils se divisent en plusieurs branches, difficilement différenciables. Sous l'Empire, ils reprennent les surnoms des autres branches éteintes de la famille (comme Scipio ou Cethegus).
- Cnaeus Cornelius Lentulus, (v.-400 - ?)
  - Cnaeus Cornelius Lentulus, (v.-375 - ?)
    - Servius Cornelius Lentulus, (v.-345 - ap.-303), consul en 303 av. J.-C. ;

  - ? Lucius Cornelius Lentulus, (v.-370 - ap.-320), consul en 327 av. J.-C. et dictateur en 320 av. J.-C. ;
  - ? Servius Cornelius Lentulus, (v.-365 - ?)
    - Publius Cornelius, (v.-340 - ?);
      - Servius Cornelius Merenda, (v.-310 - ap.-274), consul en -274;
        - Publius Cornelius Merenda, (v.-270 - ap.-216), candidat au consulat en -216;
          - Cnaeus Cornelius Merenda, (v.-230 - ap.-188), préteur en -194;

    - Tiberius Cornelius Lentulus, (v.-340 - ?)
      - Lucius Cornelius Lentulus Caudinus, (v.-320 - ap.-275), consul en 275 av. J.-C. ;
        - Lucius Cornelius Lentulus Caudinus, (v.-280 - -213), consul en 237 av. J.-C. et censeur en 236 av. J.-C. ;
          - Lucius Cornelius Lentulus, (v.-245 - -173?), consul en 199 av. J.-C. ;
            - Publius Cornelius Lentulus, (v.-205 - ap.-121), consul suffect en 162 av. J.-C. ;
              - ? Lucius Cornelius Lentulus (de), (v.-177 - -130), consul en -130;
                - Lucius Cornelius Lentulus, (v.-135 - ap.-82), préteur en -83;
                  - Lucius Cornelius Lentulus Niger, (v.-105 - -56), candidat au consulat en -58;
                    - Lucius Cornelius Lentulus, (v.-85 - ap.44), préteur en -44;
                      - Lucius Cornelius Lentulus, (v.-38 - ap.20), consul en 3 av. J.-C. ;
                        - Cornelia, épouse de Lucius Volusius Saturninus;

                    - Publius Cornelius Lentulus, (? - ap.54)

                - Publius Cornelius Lentulus, (v.-130 - -87), exécuté en -87;
                  - Publius Cornelius Lentulus Spinther, (v.-100 - -47), consul en 57 av. J.-C. ;
                    - Publius Cornelius Lentulus Spinther, (-74 - -42), proscrit en -43, légat de Brutus et de Cassius, exécuté en -42, fils adoptif de Manlius Torquatus;

                  - Lucius Cornelius Lentulus Crus, (v.-98 - -48), consul en -49;
                    - Lucius Cornelius Lentulus Cruscellio, (v.-80 - ap.-36), proscrit en -43, légat de Sextus Pompée;

              - Publius Cornelius Lentulus, (v.-160 - ap.128)
                - Publius Cornelius Lentulus Sura, (v.-114 - 5/12/-63), consul en 71 av. J.-C. ;

          - Servius Cornelius Lentulus, (v.-245 - ap.-205), édile curule en -207;
            - Servius Cornelius Lentulus, (v.-200 - ap.-169), préteur en Sicile en -169;
              - Lucius Cornelius Lentulus, (v.-180 - ap.-140), préteur en -140;
              - Servius Cornelius Lentulus, (v.-175 - ?), proconsul d'Asie;
                - Lucius Cornelius Lentulus, (v.-130 - ?), questeur vers -102;

          - Cnaeus Cornelius Lentulus, (v.-245 - ap.-195), consul en 201 av. J.-C. ;
            - Lucius Cornelius Lentulus Lupus, (v.-200 - -126), consul en 156 av. J.-C. et censeur en 147 av. J.-C.;
              - ? Publius Cornelius Lentulus, (v.-160 - ?)
                - Publius Cornelius Lentulus, (v.-120 - ?), fils adoptif du précédent, triumvir monétaire vers -100;
                  - Publius Cornelius Lentulus Marcellinus, (v.-100 - ap.74), questeur de Cyrennaique en -74;
                  - Cnaeus Cornelius Lentulus Marcellinus, (v.-100 - v.-46), consul en 56 av. J.-C. ;
                    - Cnaeus Cornelius Lentulus, (v.-76 - ap.v.-36), préteur vers -36;
                      - Cnaeus Cornelius Lentulus, (v.-55 - ap.v.-29), questeur de Caesar vers -29;
                        - Publius Cornelius Lentulus Scipio, consul suffect en 2 ;
                          - Servius Cornelius Cethegus, (v.-10 - ap.47), consul en 24 ;
                            - Servius Cornelius Scipio Salvidienus Orfitus, (v.15 - 66), consul en 51, fils adoptif du précedent, voir les Cornelii Salvidieni ;
                            - Publius Cornelius Lentulus Scipio, (v.22 - ap.56), consul en 56 ;
                            - Cornelia Cethegilla, (v.30 - ?), épouse son frère adoptif Orfitus;
                            - Publius Cornelius Scipio Asiaticus, (v.35 - ap.68), consul suffect en 68 ;

                        - Servius Cornelius Lentulus Maluginensis, (v.-23 - 23), consul suffect en 10 et flamine de Jupiter ;
                          - Servius Cornelius Lentulus Maluginensis, flamine de Jupiter en 23 ;

                    - Publius Cornelius Lentulus Marcellinus, (v.-74 - ap.-48), questeur en -48;
                      - Publius Cornelius Lentulus Marcellinus, (v.-55 - ap.-18), consul en 18 av. J.-C. ;
                        - ? Publius (Cornelius) Le(ntulus), (v.-10 - ap.27), consul suffect en 27;

                    - Lucius Cornelius Lentulus, (v.-72 - ap.-38), consul suffect en 38 av. J.-C. ;
                      - Cnaeus Cornelius Lentulus, (v.-52 - ap.-18), consul en 18 av. J.-C. ;
                        - Cossus Cornelius Lentulus, (v.-33 - 36), consul en 1 av. J.-C. ;
                          - Cossus Cornelius Lentulus, (v.-9 - ap.30), consul en 25 ;
                            - Cossus Cornelius Lentulus, (v.26 - ap.60), consul en 60 ;

                          - Cnaeus Cornelius Lentulus Gaetulicus, (v.-8 - 9/39), consul en 26 ;
                            - Cnaeus Cornelius Lentulus Gaetulicus, (v.22 - ap.55), consul suffect en 55 ;
                            - Cossus Cornelius Lentulus Gaetulicus, (v.25 - ?)
                              - Cornelia, (v.50 - 91), vestale en 62, exécuté en 91 pour inceste.

                            - Decimus Iunius Silanus Gaetulicus, (v.30 - ap.63), adopter par un Iunius Silanus;
                              - Marcus Iunius Silanus Lutatius Catulus, (v.55 - v.75), decemvir;

                      - Cornelia, (v.-45 - -18), épouse de Paullus Aemilius Lepidus;

            - Cnaeus Cornelius Lentulus,  (v.-190 - ap.-146), consul en 146 av. J.-C. ;
              - Cnaeus Cornelius Lentulus, (v.-140 - ap.-97), consul en 97 av. J.-C. ;
                - Cnaeus Cornelius Lentulus Clodianus, (v.-115 - ap.-59), fils adoptif du précédent, consul en 72 av. J.-C. et censeur en 70 av. J.-C. ;
                  - Cnaeus Cornelius Lentulus Clodianus, (v.-100 - ap.-59), fils adoptif du précédent?, préteur en 59 av. J.-C. ;
                    - ? Cnaeus Cornelius Lentulus l'Augure, (v.-48 - 25), consul en 14 av. J.-C. ;

          - Publius Cornelius Lentulus Caudinus, (v.-240 - ap.-188), préteur en 203 av. J.-C. ;

        - Publius Cornelius Lentulus Caudinus, (v.-280 - ap.-236), consul en 236 av. J.-C. ;
          - Publius Cornelius Lentulus, (v.-255 - ap.-189, préteur en 214 av. J.-C. ;
          - Lucius Cornelius Lentulus, (v.-250 - -173?), préteur en Sardaigne en -211

Les Cornelii Salvidieni Orfiti sont les descendants de Servius Cornelius Salvidienus Orfitus, consul en 51, fils adoptif de Servius Cornelius Cethegus, consul en 24. Ils sont inscrits dans la tribu Lemonia. Ils reprendront dans leurs noms le cognomen de Scipio.
- Servius Cornelius Salvidienus Orfitus, (v.15 - 66), consul en 51;
  - ? Servius (Cornelius) Salvidienus Orfitus, (v.50 - 93), consul suffect;
    - ? Servius Cornelius Scipio Salvidienus Orfitus, (v.75 - ap.138), consul en 110;
      - ? Servius Cornelius Scipio Orfitus, (v.115 - ap.149), consul en 149;
        - Servius Cornelius Scipio Salvidienus Orfitus, (v.145 - ap.189), consul en 178;
          - ? Cornelia Arria Sextia Praetextata, (v.175 - ?), épouse de Caius Vettius Gratus Sabinianus;

        - (Cornelia Praetextata), (v.150 - ?), épouse de Lucius Cossonius Eggius Marullus;
        - ? (Cornelia), (v.150 - ?), épouse de Lucius Attidius

    - ? Cornelia Cethegilla, (v.90 - ap.142), épouse de Marcus Gavius Squilla puis de Caius Calpurnius Piso;

  - ? (Cornelia Lepida), (v.60 - ?), épouse de (Lucius Calpurnius Piso Frugi Licinianus);
  - ? Cornelia Cethegilla Aemilia Plancina

### Les Dolabellae
Ils apparaissent en 283 av. J.-C. avec le consul Publius Cornelius Dolabella qui avait défait les Boïens et d'autres peuples. Dolabella signifie "petite pioche".
- Publius Cornelius Dolabella (v.-325 - ap.-283), consul en 283 av. J.-C. ;
  - (Cornelius Dolabella), (v.-295 - ?);
    - Cnaeus Cornelius Dolabella, (v.-270 - ?)
      - Cnaeus Cornelius Dolabella, (v.-235 - -180), Rex Sacrorum;
        - Cnaeus Cornelius Dolabella, (v.-205 - ap.-159), consul en 159 av. J.-C. ;
          - (Cnaeus Cornelius Dolabella), (v.-180 - ?);
            - Cnaeus Cornelius Dolabella, (v.-140 - -100);
              - Cnaeus Cornelius Dolabella, (v.-120 - ap.-78), préteur en -81;
                - ? Publius Cornelius Dolabella, (v.-90 - ?)
                  - Publius Cornelius Dolabella, (v.-68 - ap.-35), consul suffect en -35
                    - Publius Cornelius Dolabella, (v.-23 - ap.27), consul en 10 ;
                      - Publius Cornelius Dolabella, (v.23 - 6/69), consul suffect en 55;
                        - Servius Cornelius Dolabella Petronianus, (v.53 - ap.105), consul en 86.
                          - Servius Cornelius Dolabella Metilianus Pompeius Marcellus, (v.80 - ap.113), consul suffect en 113;
                          - (Cornelius Dola)bella Veranianus, (v.95 - ap.105);

      - (Cornelius Dolabella), (v.-230 - ?);
        - Lucius Cornelius Dolabella, (v.-205 - ap.-178), duumvir navalis;
          - Publius Cornelius Dolabella, (v.-175 - ?);
            - Lucius Cornelius Dolabella, (v.-140 - ap.-98), proconsul;
              - Publius Cornelius Dolabella, (v.-105 - ap.-68), préteur urbain en -69;
                - Publius Cornelius Dolabella, (v.-79 - -43), consul suffect en 44 av. J.-C. ;

            - Cnaeus Cornelius Dolabella, (v.-130 - ap.-77), consul en 81 av. J.-C. ;

### Les Cethegi
Apparus vers la fin du IIIe siècle av. J.-C. On ignore la signification de cethegus. Ils avaient la réputation d'être de grands orateurs et d'être toujours bras nu sous leur toge, selon l'antique coutume.
- Marcus Cornelius Cethegus, (v.-300 - ?);
  - Marcus Cornelius Cethegus, (v.-275 - ?);
    - Marcus Cornelius Cethegus, (v.-250 - -196), censeur en 209 av. J.-C. et consul en 204 av. J.-C. ;
      - ? Publius Cornelius Cethegus, (v.-225 - ap.-184), préteur urbain en -184

  - Lucius Cornelius Cethegus, (v.-270 - ?);
    - Caius Cornelius Cethegus, (v.-240 - ap.-194), consul en 197 av. J.-C. et censeur en 194 av. J.-C. ;
      - Lucius Cornelius Cethegus, (? - ap.-149)

  - Publius Cornelius Cethegus, (v.-270 - ?)
    - Lucius Cornelius Cethegus, (v.-245 - ?)
      - Publius Cornelius Cethegus, (v.-225 - ap.-173), consul en 181 av. J.-C. ;

  - Caius Cornelius Cethegus, (v.-270 - ?)
    - Caius Cornelius Cethegus, (v.-230 - ?)
      - Marcus Cornelius Cethegus, (v.-205 - ap.-260), consul en 160 av. J.-C. ;
- Publius Cornelius Cethegus, (v.-140 - av.66)
- Caius Cornelius Cethegus, membre de la conjuration de Catilina, tué en 63 av. J.-C..

Leur surnom est repris par les Lentuli sous l'Empire.

### Les Merula
Les Merula apparaissaient au début du IIe siècle av. J.-C.
- Lucius Cornelius Merula, (v.-260 - ?);
  - Lucius Cornelius Merula, (v.-235 - ap.-193), consul en -193;
    - Lucius Cornelius Merula, (v.-200 - ap.-161), édile curule en -161;
      - (Cornelius Merula), (v.-160 - ?)
        - Lucius Cornelius Merula, (v.-130 - -87), consul en -87;

    - Cnaeus Cornelius Merula, (v.-200 - ap.-154), ambassadeur;

### Les Cinnae
Apparus en 127 av. J.-C. avec le consul Lucius Cornelius Cinna. Cinna serait un nom d'origine étrusque ou serait issu de cincinnatus (« cheveux bouclés »).
- Lucius Cornelius Cinna, (v.-190 - ?), triumvir monétaire vers -169/58;
  - Lucius Cornelius Cinna, (v.-170 - ap.-127)), consul en 127 av. J.-C. ;
    - Lucius Cornelius Cinna, (v.-130 - -84), consul en 87, 86, 85 et 84 av. J.-C. ;
      - Cornelia Cinna, (v.-104 - ?), épouse de Cnaeus Domitius Ahenobarbus;
      - Cornelia Cinna, (v.-94 - -69/8), épouse de Jules César ;
      - Lucius Cornelius Cinna, (v.-90 - ap.-44), préteur en -44;
        - Lucius Cornelius Cinna, (v.-70 - ap.-20), consul suffect en 32 av. J.-C.
          - Cnaeus Cornelius Cinna Magnus, (v.-45 - ap.-5), consul en 5.
          - Magna, épouse de Lucius Scribonius Libo;

### Autres Cornelii patriciens
- Cornelia, accusée d'empoisonnement en 331 av. J.-C..

## Corneliiplébéiens

### Sous la République

#### Cornelii Mammula
- Aulus Cornelius Mammula, (v.-255 - ap.-216), propréteur;
  - Aulus Cornelius Mammula, (v.-230 - ap.-190), propréteur;
  - Publius Cornelius Mammula, (v.-220 - ap.-180), préteur de Sicile en -180;
  - Marcus Cornelius Mammula, (? - ap.-173), ambassadeur en -173;

#### Cornelii Sisenna
- Publius Cornelius Sisenna, (v.-220 - ap.-183), préteur urbain en -183;
  - (Cornelius Sisenna), (v.-190 - ?)
    - Cnaeus Cornelius Sisenna, (v.-158 - ap.-118), propréteur en -118;

  - Lucius Cornelius Sisenna, (v.-180 - ?)
    - Cnaeus Cornelius Sisenna, (v.-140 - ?), triumvir monètaire;
      - ? Lucius Cornelius Sisenna, (v.-115 - ap.-67), préteur urbain en -78;
        - ? (Cornelius Sisenna), (v.-70 - ?)
          - ? Cornelius Sisenna, (v.-45 - ap.-13), proconsul de Siciile;
            - ? (Cornelius) Sisenna, (v.-25 - ap.v.-5), triumvir monétaire;

#### Cornelii Balbi
- Lucius Cornelius Balbus, (v.-110 - ap.-72);
  - Lucius Cornelius Balbus, (v.-90 - ap.-32), consul en -40;
  - Publius Cornelius Balbus, (v.-85 - ?);
    - Lucius Cornelius Balbus, (v.-68 - ap.-19), proconsul d'Afrique, pontife;
      - Cornelia, (v.-40 - ?), épouse de Caius Norbanus Flaccus.

#### Autres
- Gaius Cornelius, questeur de Pompée et tribun de la plèbe en 67 av. J.-C. ;
- Publius Cornelius, tribun de la plèbe en -51;
- Quintus Cornelius, questeur en -44;
- Caius Cornelius Gallus, préfet d'Egypte en -30.

### Sous le Principat

#### Cornelii Felix
Les Cornelii Felix sont inscrits dans la tribu Quirina.
- Caius (Cornelius Felix), (v.-5 - ?)
  - Caius Cornelius Felix Italus, (v.20 - ?), questeur, tribun de la plèbe, préteur, légat d'Achaie;
    - Sextus Cornelius Felix Pacatus, (v.50 - ?), tribun dans la Legio III Cyrenaica;

#### Cornelii Pulcher
Les Cornelii Pulcher sont originaires d'Epidaure, ils sont inscrits dans la tribu Fabia.
- Cnaeus Cornelius Nikatas, (v.-20 - ?), prêtre de l'empereur, agonothète vers 10;
  - Cnaeus Cornelius Pulcher, (v.15 - ap.31/2), vainqueur des jeux vers 31/2;
    - Tiberius Cornelius Pulcher, (v.50 - ?);
      - (Cornelia), (v.75 - ?), épouse de Calpurnius Campanus Macer;
      - Cnaeus Cornelius Pulcher, (v.80 - ap.137), chevalier romain procurateur en Egypte;
        - Cnaeus Cornelius Pulcher, (v.120 - ap.137), vainqueur des jeux en 137;

#### Cornelii Clemens
Les Cornelii Clemens sont originaires d'Emerita, ils sont inscrits dans la tribu Papiria.
- Cnaeus Cornelius (Severus), (v.-25 - ?);
  - Cnaeus Cornelius Severus, (v.1 - ap.14/37), chevalier romain;
  - ? Lucius Cornelius (Clemens), (v.5 - ?);
    - Cnaeus Pinarius Cornelius Clemens, (v.30 - ap.74), consul suffect;
      - (Cnaeus Pinarius Cornelius Severus), (v.60 - ?)
        - Cnaeus Pinarius Cornelius Severus, (v.80 - ap.112), consul suffect en 112;
          - Cornelia Severa, (v.100 - ?), épouse de Manius Acilius Glabrio

        - ? (Cornelia Clementiana), (v.80 - ?), épouse un (Sextus);
          - ? Sextus (Cornelius Clemens), (v.105 - ?);
            - Sextus Cornelius Clemens, (v.130/5 - ap.170), consul suffect vers 161/9;
              - (Cornelia Clementiana), (v.155 - ?), épouse de Lucius Fufidius Pollio;

#### Cornelii Pusio
Les Cornelii Pusio sont probablement originaire d'Hispanie, ils sont inscrits dans la tribu Galeria.
- Lucius Cornelius Pusio, (v.30 - ap.v.73), consul suffect, légat de la legio XVI Gallica;
  - Lucius Cornelius Pusio Annius Messalla, (v.50 - ap.104), consul suffect en 90, proconsul d'Afrique;
    - ? Marcus Cornelius Pusio

#### Cornelii Fusci
- (Cornelius), sénateur romain?;
  - Cornelius Fuscus, (v.30 - 9/6/86), Préfet du prétoire en 81;
    - ? Cornelius Fuscus, (v.65 - ap.v.90)

#### Cornelii Taciti
- (Publius?) Cornelius Tacitus, (v.30 - ap.76), procurateur en Gaule Belgique;
  - Publius Cornelius Tacitus Ca(ecina Paetus), (v.59 - ap.113), consul suffect en 97, proconsul d'Asie, historien romain;

#### Cornelii Palma
Les Cornelii Palma sont originaire de Volsinies, ils sont inscrits dans la Tribu Pomptina.
- Aulus (Cornelius), (v.35 - ?);
  - Aulus Cornelius Palma Frontonianus, (v.55 - 118), consul en 99 et en 109;

#### Cornelii Proculi
- (Quintus Cornelius), (v.50 - ?);
  - ? Quintus Cornelius Senecio Annianus, (v.75 - ap.116), consul suffect en 116;
  - Cornelius Proculus, (v.80/5 - ap.133), consul suffect, légat de Pannonie Supérieur en 133;
    - ? Quintus Cornelius Proculus, (v.105 - ap.147), consul suffect en 146, proconsul d'Asie;
      - Cornelia Placida;
      - Quintus Cornelius Senecio Proculus, (v.130 - ?), légat en Asie;
      - Cornelia Procula;

  - ? (Cornelia), (v.85 - ?), épouse un (Arrius);
    - ? Cnaeus Arrius Cornelius Proculus, (v.105 - ap.145), consul suffect en 145;

#### Cornelii Fronto
Les Cornelii Fronto sont originaires de Cirta, province de Numidie, ils sont inscrits dans la tribu Quirina.
- Titus (Cornelius), (v.75 - ?);
  - Marcus Cornelius Fronto, (v.100 - 176), consul suffect en 142;
    - Cornelia Cratia, (v.125 - ap.143), épouse de Caius Aufidius Victorinus;

  - Quintus Cornelius Quadratus, (v.105 - ap.147), consul suffect en 147;

#### Cornelii Anullini
Les Cornelii Anullini sont originaires de Bétique, ils sont inscrits dans la tribu Galeria.
- Publius Cornelius, (v.110 - ?);
  - Publius Cornelius Anullinus, (v.135 - ap.204), consul II en 199, Préfet de Rome, proconsul d'Afrique;
    - ? (Cornelia), (v.170 - ?), épouse un (Caius Annius);
    - Publius Cornelius Anullinus, (v.180 - ap.216), consul en 216[b 1];

#### Cornelii Repentini
- Sextus Cornelius Repentinus, (v.120 - ap.166), Préfet du prétoire de 159 à 166;
  - (Titus?) Cornelius Repentinus, (v.150 - ap.193), consul suffect vers 190, Préfet de Rome en 193;
    - ? Cornelia Repentina, (v.175 - ?), épouse de (Quintus Lorenius);

#### Autres
- Cornelius Severus, poète contemporain d'Auguste ;
- Aulus Cornelius Celsus, médecin contemporain d'Auguste;
- Cornelius Fidus, sénateur romain, gendre d'Ovide;
- Lucius Cornelius Marcellus, préteur, décédé en 68.
- Cornelius Laco, préfet du prétoire en 68.
- Caius Cornelius Gallicanus, consul suffect en 84.
- Caius Cornelius Rarus, consul suffect en 93.
- Cnaeus Cornelius Urbicus, consul suffect en 113.
- Cornelius Pansa, consul en 122 ;
- Cornelius Dexter, sénateur sous Commode;
- Cornelius Labeo, vivant sous les Sévères, auteur d'une histoire de la religion romano-étrusque, aujourd'hui perdue.
- Cnaeus Cornelius Paternus, consul en 233;
- Caia Cornelia Supera Augusta, épouse de l'empereur Aemilianus, en 253;
- Cornelia Salonina Augusta, épouse de l'empereur Gallien;
- Publius Cornelius Saecularis, consul II en 260, Préfet de Rome en 258/60.

## Rites funéraires
Comme certaines anciennes familles patriciennes, les Cornelii ont des pratiques rituelles qui leur sont propres : ils procèdent aux funérailles par inhumation, à la différence des autres familles qui pratiquent la crémation. Le tombeau où sont inhumés les Scipions est redécouvert en 1760 dans la via di porta San Sebastiano (proche des thermes de Caracalla, et, à l’époque républicaine, à l’extérieur du périmètre sacré du pomœrium). On peut y voir plusieurs sarcophages dont ceux de Lucius Cornelius Scipio Barbatus et de Scipion l'Asiatique. Sylla, qui reçoit des funérailles d’État en 78 av. J.-C., est le premier des Cornelii à être incinéré pour éviter que sa dépouille ne soit profanée par ses ennemis.

## Apparitions de la famille Cornélia dans la fiction
La Gens Cornélia est l'une des trois familles jouables de la faction romaine dans le jeu de stratégie historique Total War: Rome II

## Pour approfondir